# Карповцев Олександр Георгійович
Олександр Карповцев (рос. Александр Карповцев, нар. 7 квітня 1970, Москва — пом. 7 вересня 2011 Ярославль) — російський хокеїст, що грав на позиції захисника. Грав за збірну команду Росії.
Володар Кубка Стенлі. Провів понад 600 матчів у Національній хокейній лізі. 

## Ігрова кар'єра
Хокейну кар'єру розпочав на батьківщині 1987 року виступами за команду «Динамо» (Москва).
1990 року був обраний на драфті НХЛ під 158-м загальним номером командою «Квебек Нордікс». 
Протягом професійної клубної ігрової кар'єри, що тривала 21 рік, захищав кольори команд «Динамо» (Москва), «Нью-Йорк Рейнджерс», «Торонто Мейпл-Ліфс», «Чикаго Блекгокс», «Нью-Йорк Айлендерс», «Флорида Пантерс», «Сибір», «Локомотив» (Ярославль) та «Авангард» (Омськ).
Один із перших чотирьох росіян, що здобув Кубок Стенлі разом з Олексієм Ковальовом, Сергієм Зубовим та Сергієм Нємчиновим.
Загалом провів 670 матчів у НХЛ, включаючи 74 гри плей-оф Кубка Стенлі.
Був гравцем молодіжної збірної СРСР. Виступав за національну збірну Росії, провів 17 ігор в її складі.

## Нагороди та досягнення
- Володар Кубка Стенлі в складі «Нью-Йорк Рейнджерс» — 1994.

## Смерть
Загинув 7 вересня 2011 року в авіакатастрофі під Ярославлем разом з усією командою ярославльського «Локомотива», асистентом головного тренера якої був на момент загибелі.

## Статистика

### Клубні виступи
| Сезон        | Клуб                    | Ліга         | Регулярний сезон | Регулярний сезон | Регулярний сезон | Регулярний сезон | Регулярний сезон | Плей-оф | Плей-оф | Плей-оф | Плей-оф | Плей-оф |
| Сезон        | Клуб                    | Ліга         | І                | Г                | П                | О                | ШХ               | І       | Г       | П       | О       | ШХ      |
| ------------ | ----------------------- | ------------ | ---------------- | ---------------- | ---------------- | ---------------- | ---------------- | ------- | ------- | ------- | ------- | ------- |
| 1987–88      | «Динамо» (Москва)       | СРСР         | 2                | 0                | 1                | 1                | 0                | —       | —       | —       | —       | —       |
| 1989–90      | «Динамо» (Москва)       | СРСР         | 35               | 1                | 1                | 2                | 27               | —       | —       | —       | —       | —       |
| 1990–91      | «Динамо» (Москва)       | СРСР         | 40               | 0                | 5                | 5                | 15               | —       | —       | —       | —       | —       |
| 1991–92      | «Динамо» (Москва)       | СНД          | 28               | 3                | 2                | 5                | 22               | —       | —       | —       | —       | —       |
| 1992–93      | «Динамо» (Москва)       | МХЛ          | 36               | 3                | 11               | 14               | 100              | —       | —       | —       | —       | —       |
| 1993–94      | «Динамо» (Москва)       | МХЛ          | 3                | 0                | 0                | 0                | 6                | —       | —       | —       | —       | —       |
| 1993–94      | «Нью-Йорк Рейнджерс»    | НХЛ          | 67               | 3                | 15               | 18               | 58               | 17      | 0       | 4       | 4       | 12      |
| 1994–95      | «Динамо» (Москва)       | МХЛ          | 13               | 0                | 2                | 2                | 10               | —       | —       | —       | —       | —       |
| 1994–95      | «Нью-Йорк Рейнджерс»    | НХЛ          | 47               | 4                | 8                | 12               | 30               | 8       | 1       | 0       | 1       | 0       |
| 1995–96      | «Нью-Йорк Рейнджерс»    | НХЛ          | 40               | 2                | 16               | 18               | 26               | 6       | 0       | 1       | 1       | 4       |
| 1996–97      | «Нью-Йорк Рейнджерс»    | НХЛ          | 77               | 9                | 29               | 38               | 59               | 13      | 1       | 3       | 4       | 20      |
| 1997–98      | «Нью-Йорк Рейнджерс»    | НХЛ          | 47               | 3                | 7                | 10               | 48               | —       | —       | —       | —       | —       |
| 1998–99      | «Нью-Йорк Рейнджерс»    | НХЛ          | 2                | 1                | 0                | 1                | 0                | —       | —       | —       | —       | —       |
| 1998–99      | «Торонто Мейпл-Ліфс»    | НХЛ          | 56               | 2                | 25               | 27               | 52               | 14      | 1       | 3       | 4       | 12      |
| 1999–00      | «Торонто Мейпл-Ліфс»    | НХЛ          | 69               | 3                | 14               | 17               | 54               | 11      | 0       | 3       | 3       | 4       |
| 2000–01      | «Динамо» (Москва)       | Росія        | 5                | 0                | 1                | 1                | 0                | —       | —       | —       | —       | —       |
| 2000–01      | «Чикаго Блекгокс»       | НХЛ          | 53               | 2                | 13               | 15               | 39               | —       | —       | —       | —       | —       |
| 2001–02      | «Чикаго Блекгокс»       | НХЛ          | 65               | 1                | 9                | 10               | 40               | 5       | 1       | 0       | 1       | 0       |
| 2002–03      | «Чикаго Блекгокс»       | НХЛ          | 40               | 4                | 10               | 14               | 12               | —       | —       | —       | —       | —       |
| 2003–04      | «Чикаго Блекгокс»       | НХЛ          | 24               | 0                | 7                | 7                | 14               | —       | —       | —       | —       | —       |
| 2003–04      | «Нью-Йорк Айлендерс»    | НХЛ          | 3                | 0                | 1                | 1                | 4                | —       | —       | —       | —       | —       |
| 2004–05      | «Сибір»                 | Росія        | 5                | 0                | 1                | 1                | 16               | —       | —       | —       | —       | —       |
| 2004–05      | «Локомотив» (Ярославль) | Росія        | 33               | 2                | 4                | 6                | 45               | 9       | 0       | 0       | 0       | 0       |
| 2005–06      | «Флорида Пантерс»       | НХЛ          | 6                | 0                | 0                | 0                | 4                | —       | —       | —       | —       | —       |
| 2005–06      | «Сибір»                 | Росія        | 18               | 2                | 1                | 3                | 39               | 3       | 0       | 0       | 0       | 4       |
| 2006–07      | «Сибір»                 | Росія        | 39               | 5                | 13               | 18               | 90               | 7       | 1       | 2       | 3       | 8       |
| Усього в НХЛ | Усього в НХЛ            | Усього в НХЛ | 596              | 34               | 154              | 188              | 430              | 74      | 4       | 14      | 18      | 52      |

### Збірна
| Рік                | Команда            | Турнір             | Місце              |    | І | Г | П | О  | ШХ |
| ------------------ | ------------------ | ------------------ | ------------------ | -- | - | - | - | -- | -- |
| 1990               | СРСР               | МЧС                | 2                  | 7  | 0 | 1 | 1 | 8  |    |
| 1993               | Росія              | ЧС                 | 1                  | 8  | 0 | 1 | 1 | 10 |    |
| 1996               | Росія              | КС                 | ПФ                 | 1  | 0 | 0 | 0 | 0  |    |
| 2005               | Росія              | ЧС                 | 3                  | 8  | 0 | 1 | 1 | 2  |    |
| Національна збірна | Національна збірна | Національна збірна | Національна збірна | 17 | 0 | 2 | 2 | 12 |    |